# Erich Wichmann

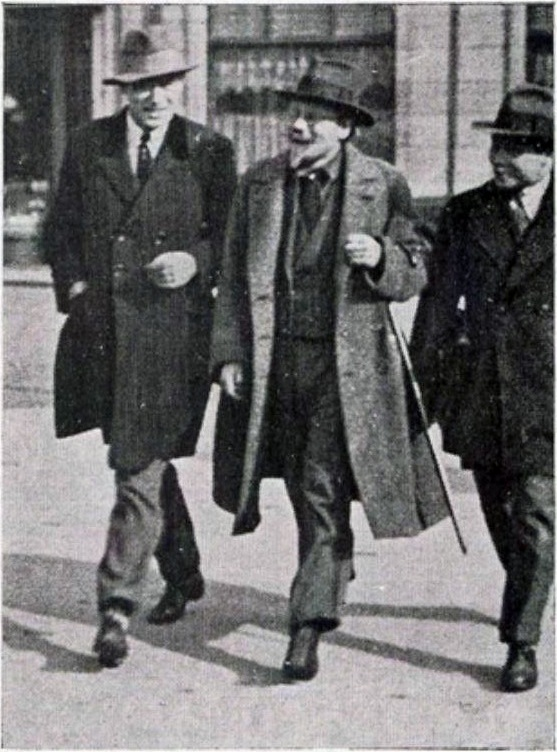
Ernst Michel, Erich Wichmann und H. A. Sinclair de Rochemont (unbekannter Fotograf, unklare Urheberrechte, vor 1929)

Erich Wichmann, ab 1910 Wichman (geboren 11. August 1890 in Utrecht; gestorben 1. Januar 1929 in Amsterdam) war ein niederländischer Maler, Bohemien und faschistischer Journalist.

## Leben

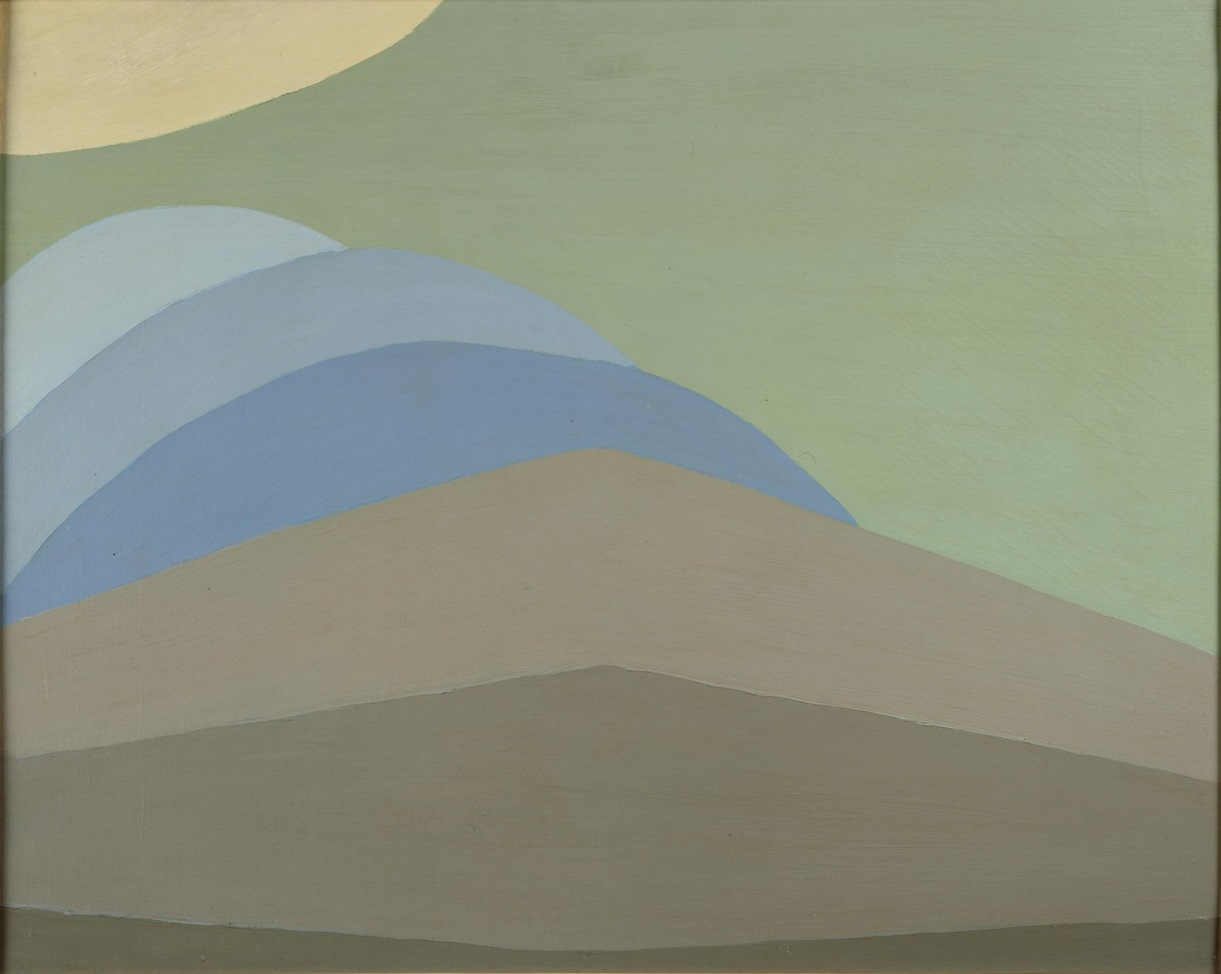
Erich Wichmann: Landschap. (1912–1913), Centraal Museum Utrecht. Schwarz-weiß-Abbildung in Theo van Doesburg: De Nieuwe Beweging in de Schilderkunst

Wichmanns Vater war der Geologie-Professor Arthur Wichmann, der seit 1879 an der Universität Utrecht lehrte, er stammte aus Hamburg, seine Frau Johanna Theresa Henriette Zeise aus Altona. Erich hatte eine ältere Schwester, Clara Wichmann.
Erich Wichmann besuchte das städtische Gymnasium in Utrecht, aber er passte sich schlecht an und hatte auch zwischen 1903 und 1907 im Deutschen Land-Erziehungsheim Haubinda schulische Probleme. Das Abitur legte er 1907 mit Mühen an der Hogereburgerschool in Utrecht ab. Auch das Studium der Chemie und Biologie ab 1909 an der Universität Utrecht sah ihn eher als Dandy außerhalb der Hörsäle. 1911 sattelte er um auf das Studium der Kunstgeschichte. Herwarth Walden lud ihn 1913 zum Ersten Deutschen Herbstsalon nach Berlin ein, wo er zwei Bilder zeigen konnte: Landschaft aus der Erntezeit und Holländische Landschaft. Wichmann probierte verschiedenes aus, gab 1914 das Studium auf, zog 1915 nach Amsterdam und heiratete dort 1916 Leni Kampfraath, mit der er drei Söhne und eine Tochter hatte, später hatte er mit Rie Zürcher noch eine Tochter. Wichmann lebte zeitlebens in Armut und hatte nur Gelegenheitsaufträge, so machte er Entwürfe für die Silberwarenfabrik en Begeer in Utrecht. Als bildender Künstler fertigte er Vasen und Masken. Mit Theo van Doesburg gründete Wichman 1916 die Künstlergruppe De Anderen, eine Vorläufergruppe von De Stijl.
Seinen Abscheu gegen die Demokratisierung der Gesellschaft drückte er 1921 als Mitgründer der Rapaille Partij aus, die mit der Forderung nach freiem Alkohol bei den Amsterdamer Gemeinderatswahlen zwei Sitze gewann.

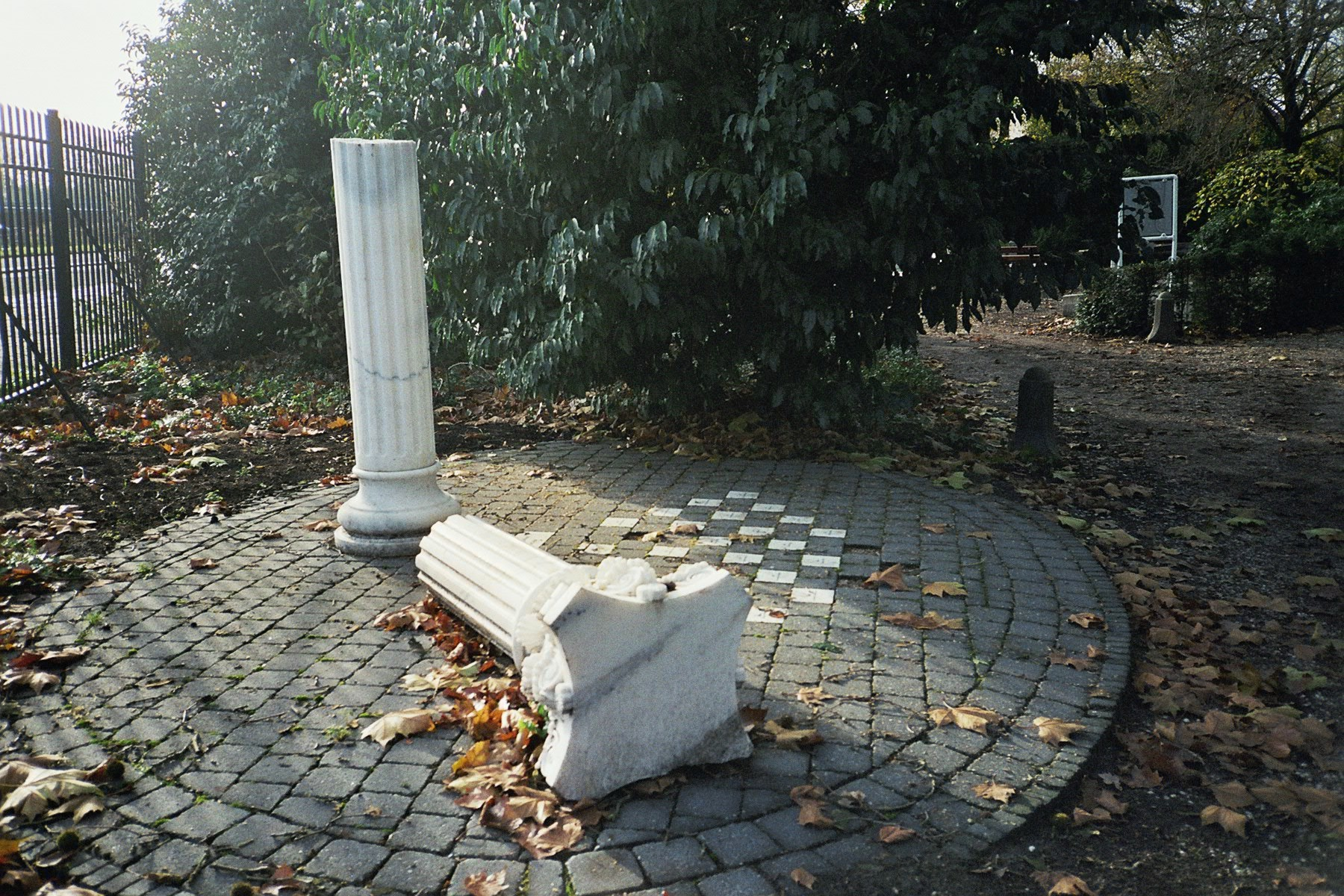
Gebrochene Säule. Erinnerungsplatz für Künstler auf dem Amsterdamer Zorgvlied. Eine der Plaketten ist Wichmann gewidmet.

Ab 1920 hielt er sich in Berlin, Wien und Paris auf und traf die Schriftsteller Arthur Müller Lehning und Hendrik Marsman. In Mailand suchte er Kontakt zu dem Futuristen Filippo Tommaso Marinetti, der sich zu dieser Zeit dem Faschismus Benito Mussolinis zugewandt hatte, Wichmann teilte fortan dessen faschistische Ansichten. Sein Brot in Mailand verdiente er durch Beschäftigung an der Niederländischen Handelskammer. 1925 schrieb er sein faschistisches Pamphlet Het fascisme in Nederland. Er stellte im niederländischen Pavillon auf der Exposition internationale des Arts Décoratifs et industriels modernes (Art Deco) in Paris aus, hatte aber weiterhin nur drittpreisigen Erfolg und lebte in Paris als Clochard. Mit dem Sozialisten Joris Ivens begann er ein Filmprojekt.
Zurückgekehrt wurde er eine führende Figur des Faschismus in den Niederlanden und schrieb im Jahr 1928 etwa fünfzig Beiträge für die Wochenzeitung De Bezem, fascistisch weekblad voor Nederland. Er beteiligte sich an Straßenkämpfen und versuchte die Vorführung des sowjetischen Propagandafilms Die Mutter in Amsterdam zu verhindern. Sein Begräbnis war eine faschistische Manifestation.

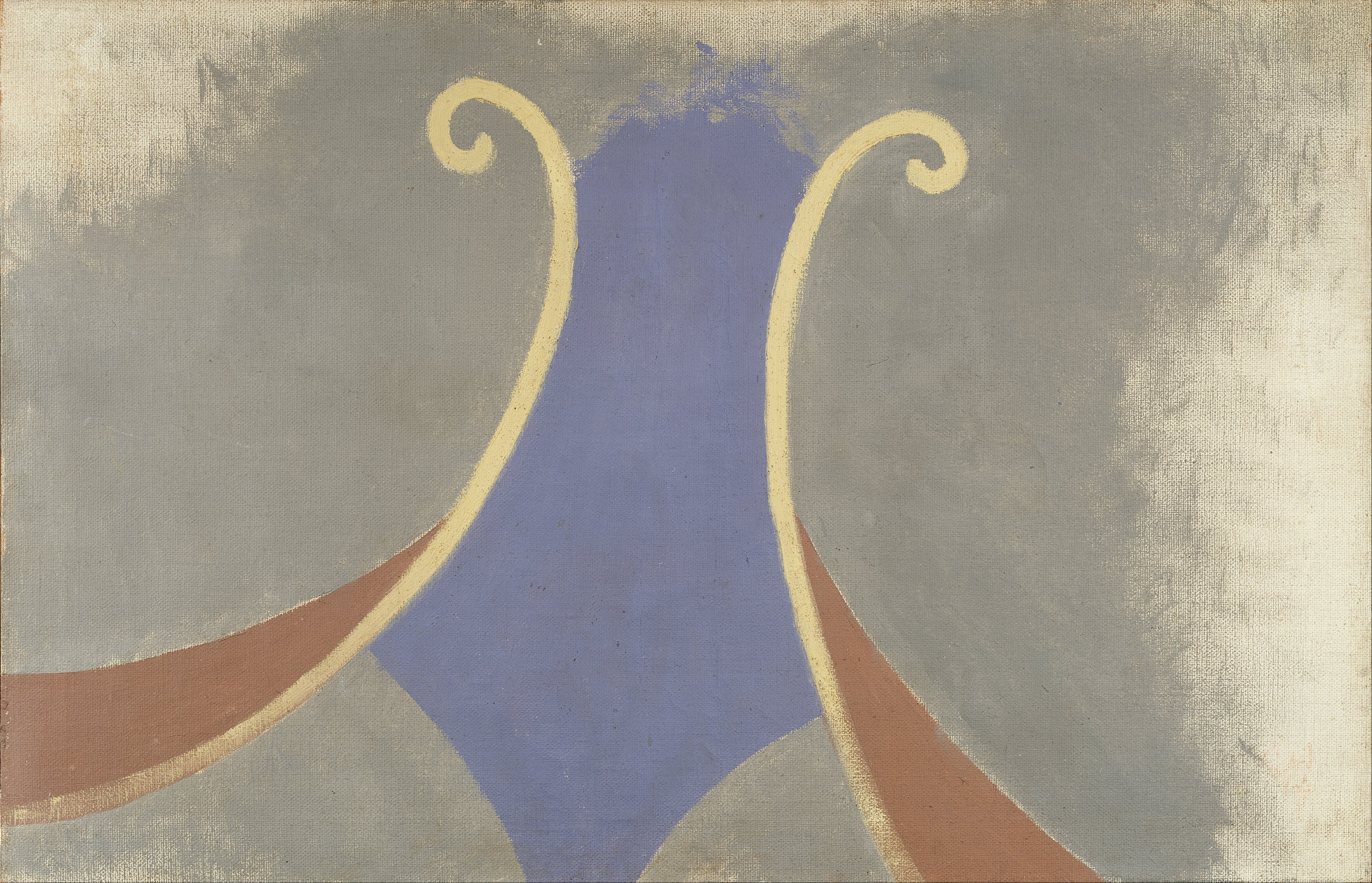
Flamme (1914)
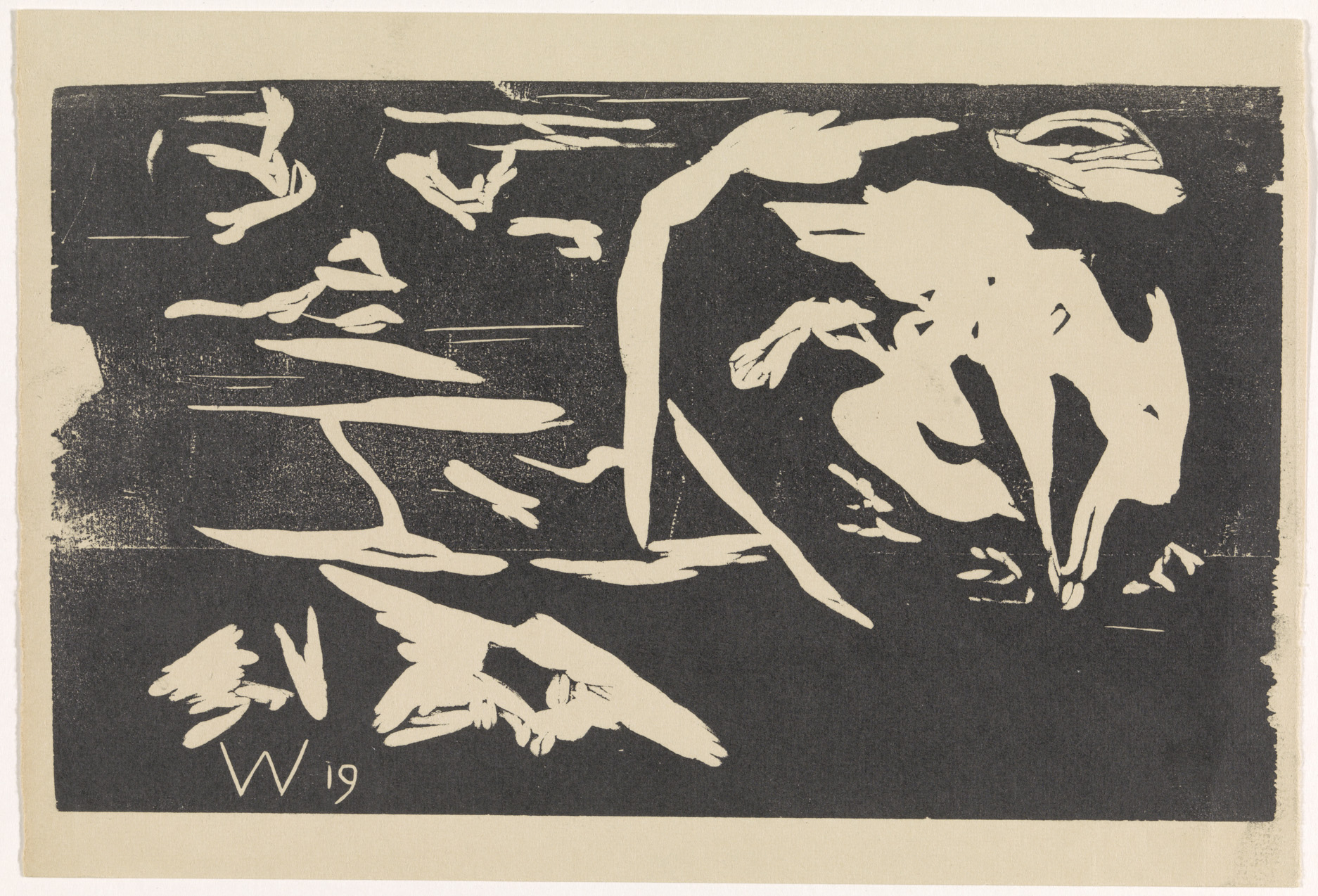
Abstrakte Malerei (1919)
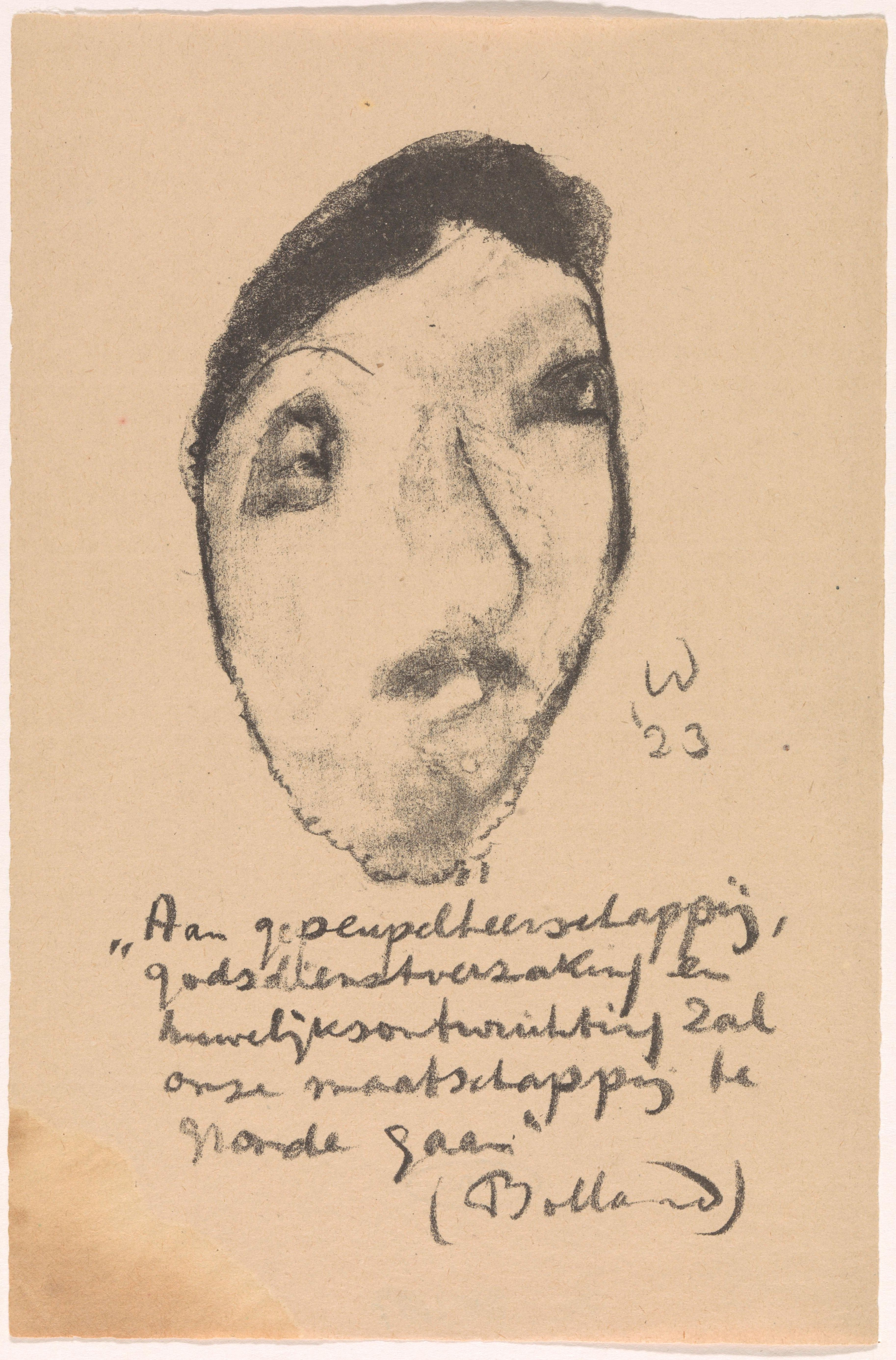
Karikatur von Gerard Bolland (1923)
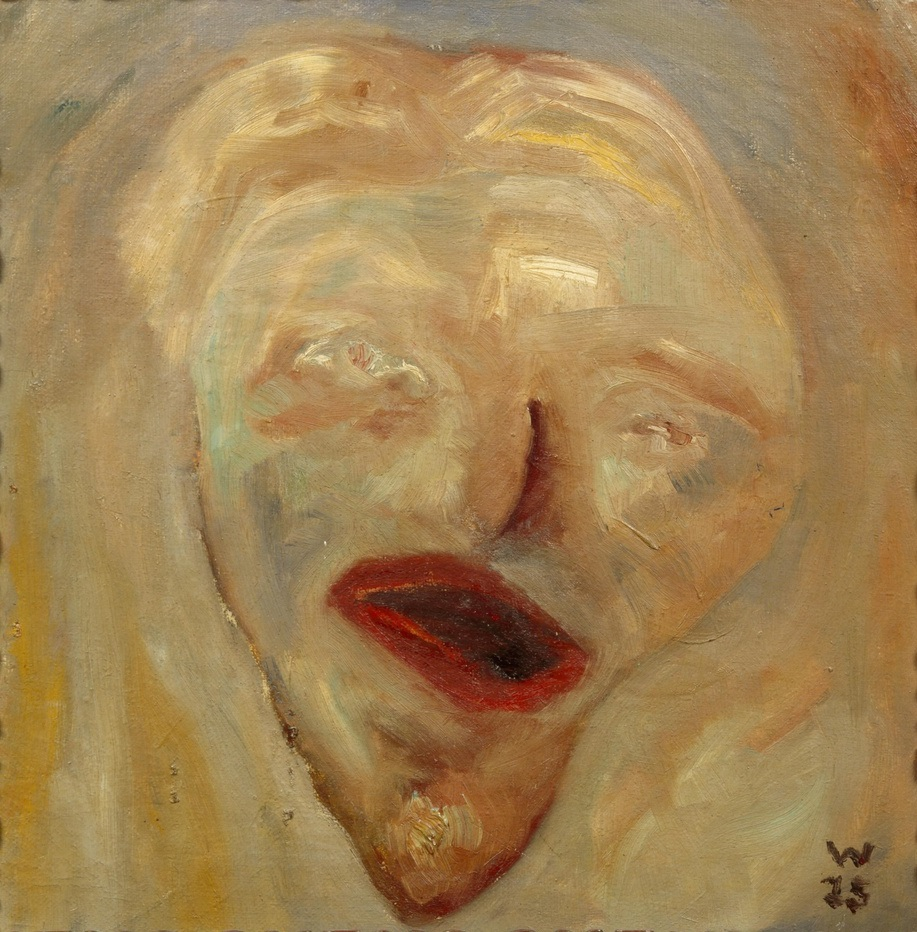
Selbstporträt (1925)

## Schriften (Auswahl)
- F. J. Haffmans: Geest, koolzuur en zijk : briefwisseling van Erich Wichman. Westervoort: Van Gruting, 1999.
- "Delict-Matteotti" : "fascistische crisis" en wij. Amsterdam: "De Anderen", 1924.
- Het witte gevaar. Over melk, melkgebruik, melkmisbruik en melkzucht, een ketterij tegen "de goden dezer eeuw" (1928)